# Tarquinia
Tarquinia (precedentemente Corneto fino al 1872, poi Corneto Tarquinia fino al 1922) è un comune italiano di 15 791 abitanti della provincia di Viterbo nel Lazio.

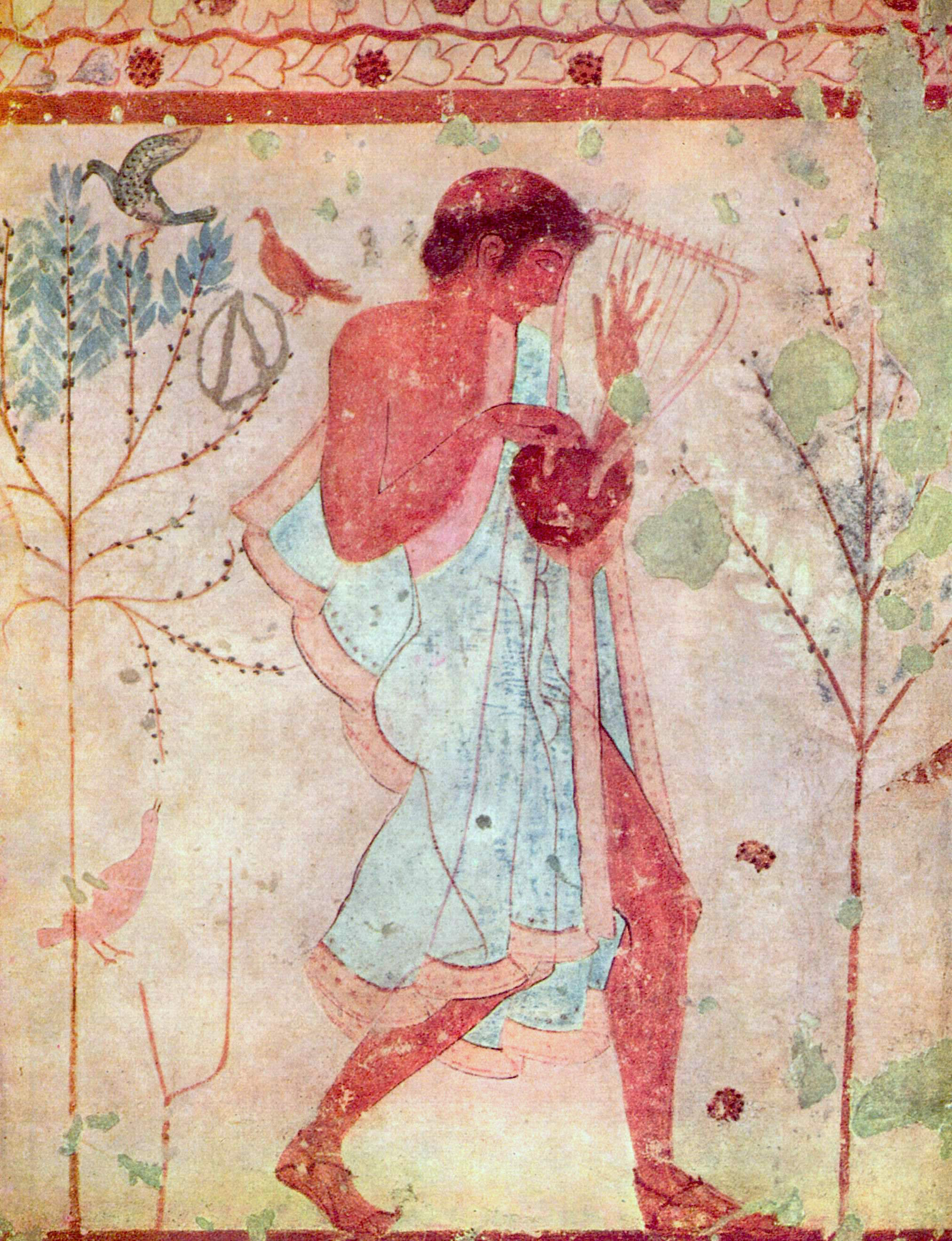
Suonatore, affresco della tomba del Triclinio

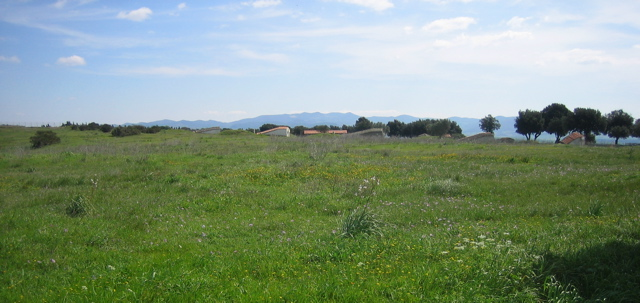
La necropoli di Tarquinia

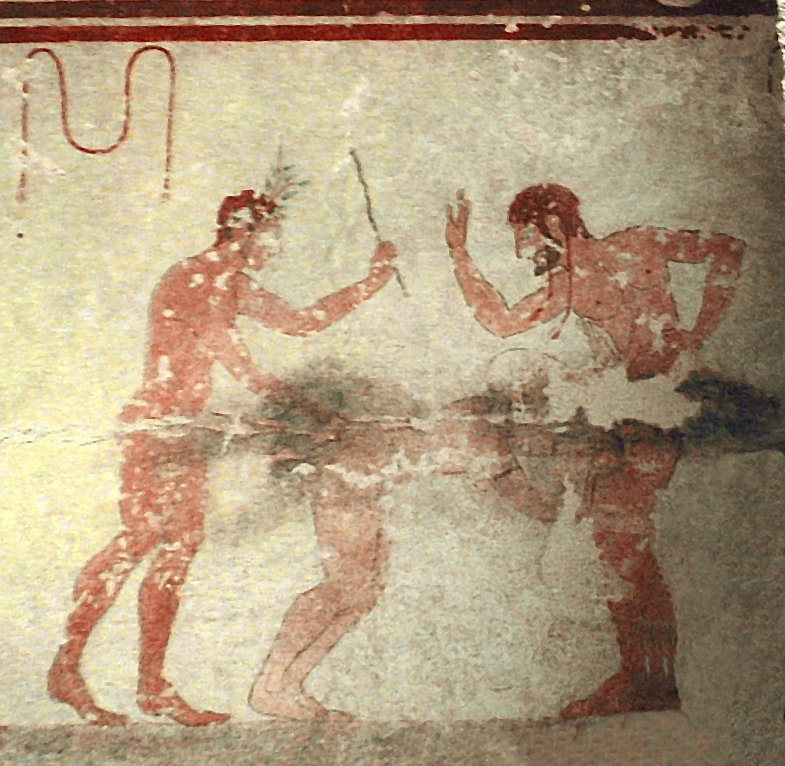
Tomba della Fustigazione

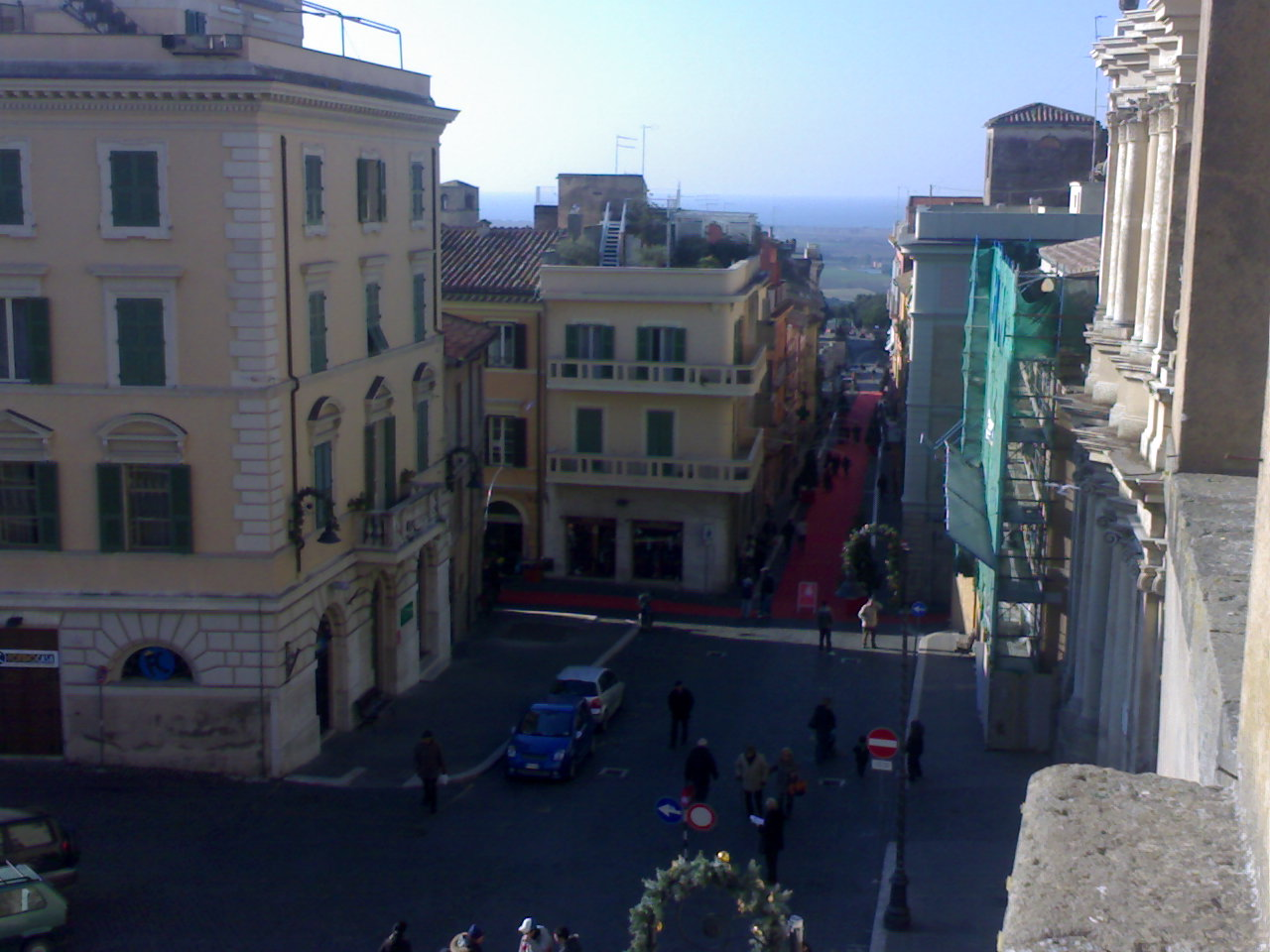
Vista su Tarquinia

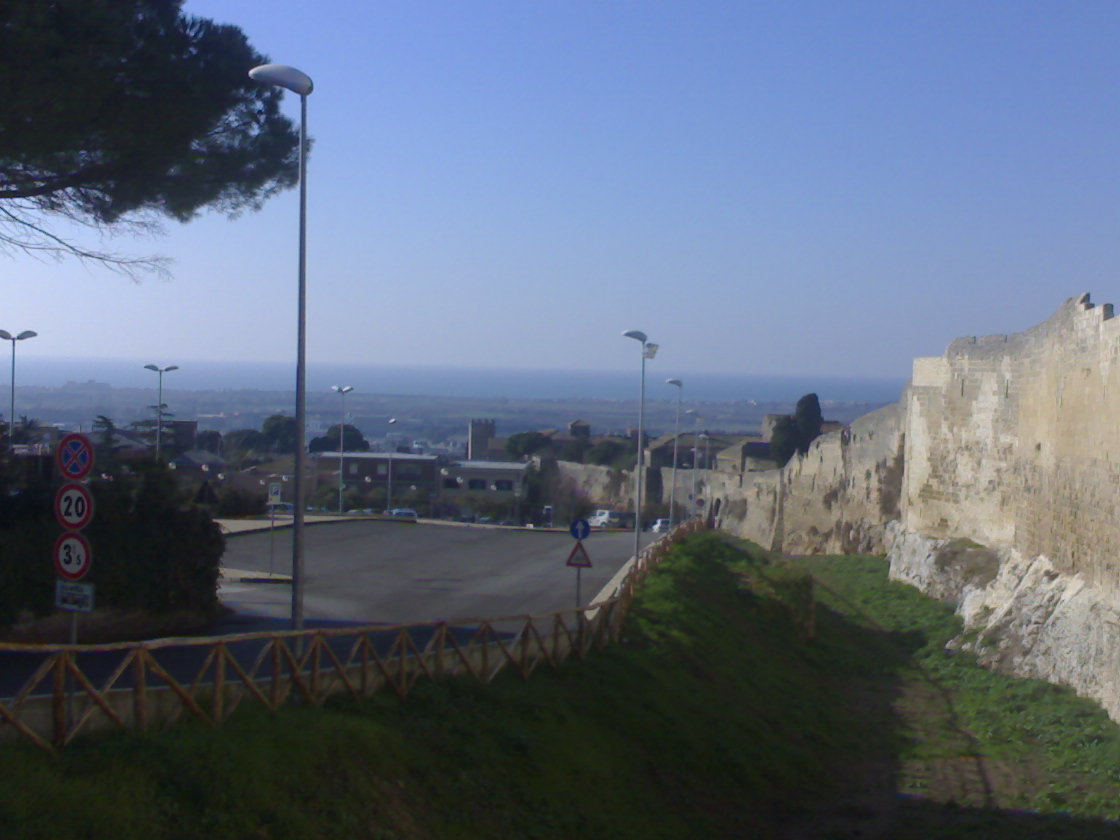
Vista delle mura e della pianura circostante

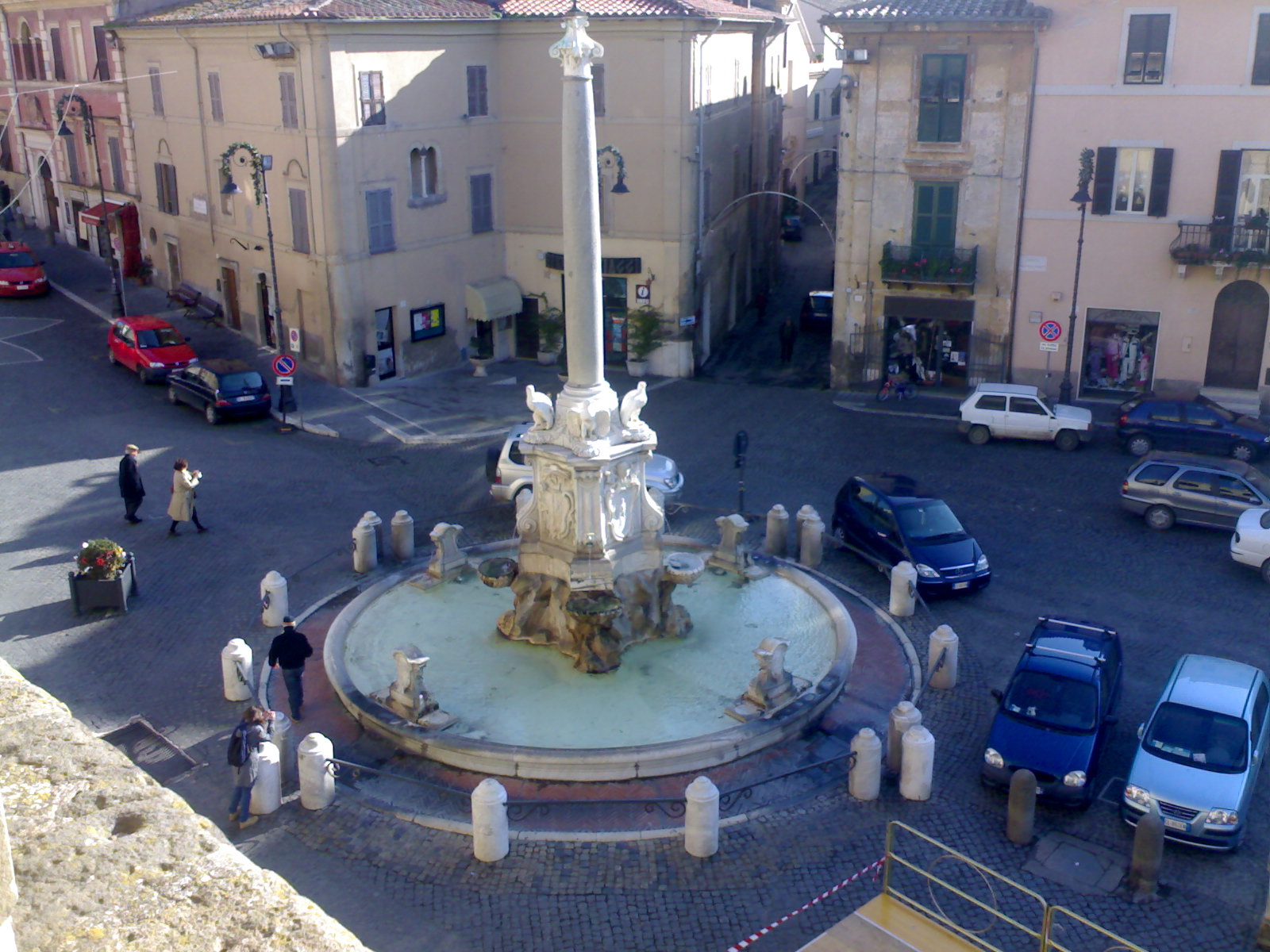
Fontana in Piazza

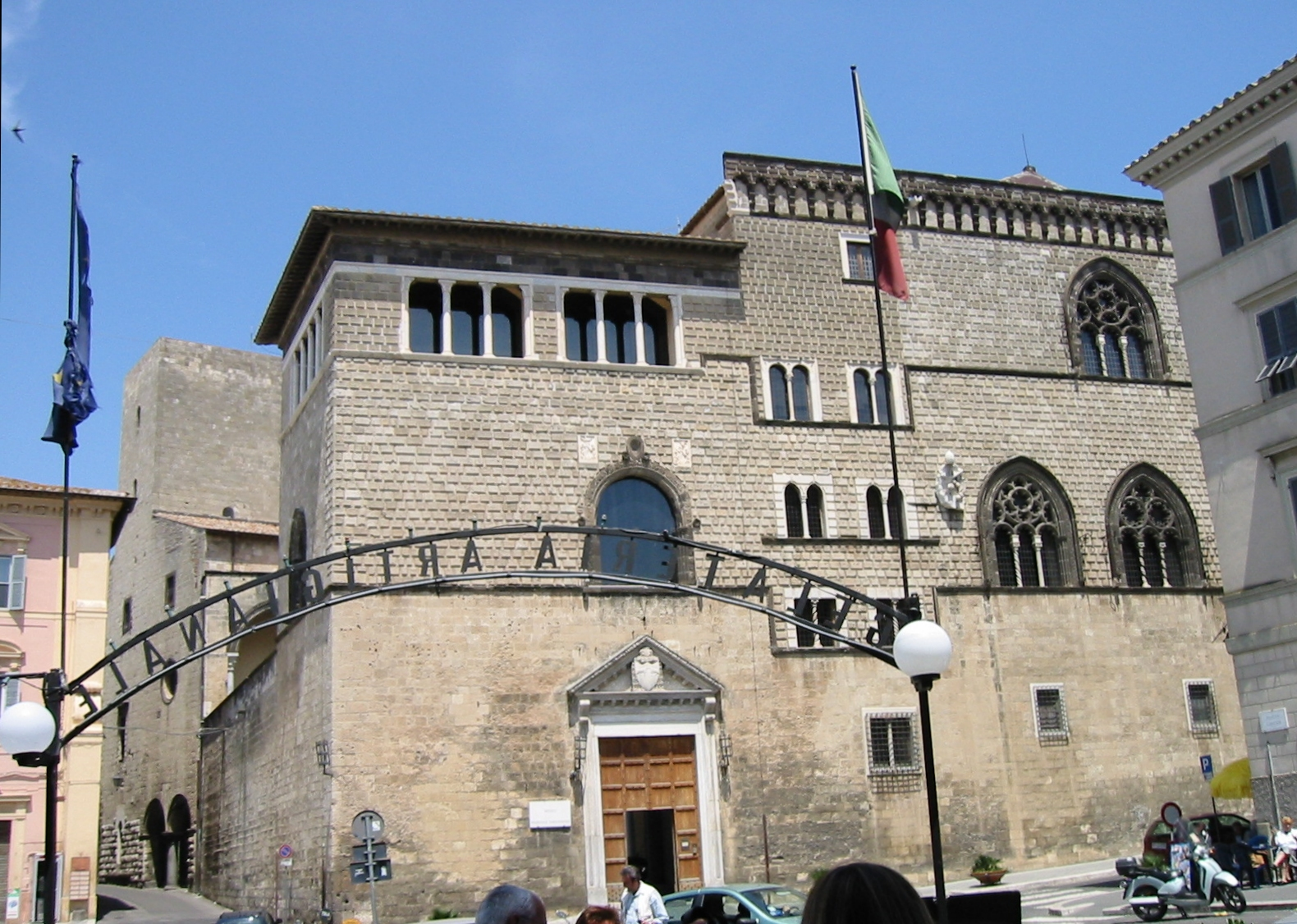
Palazzo Vitelleschi, sede del Museo Archeologico nazionale tarquiniense

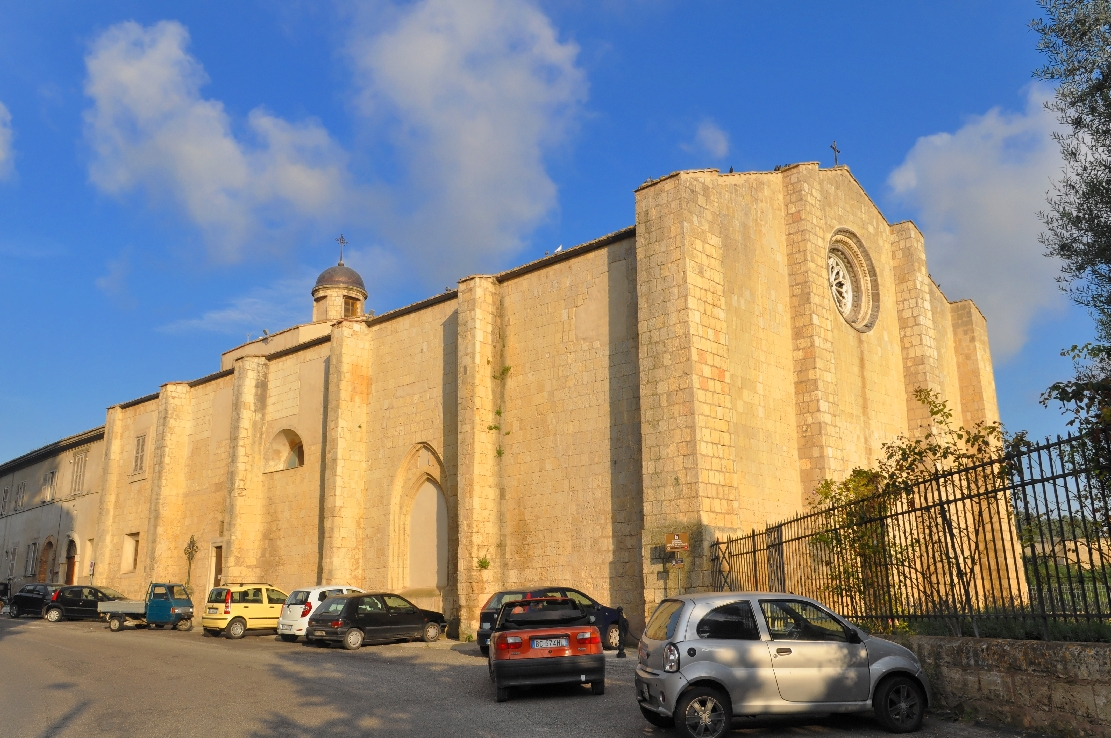
Il Santuario custodisce l'icona della Patrona della Città di Tarquinia, "Maria di Valverde".

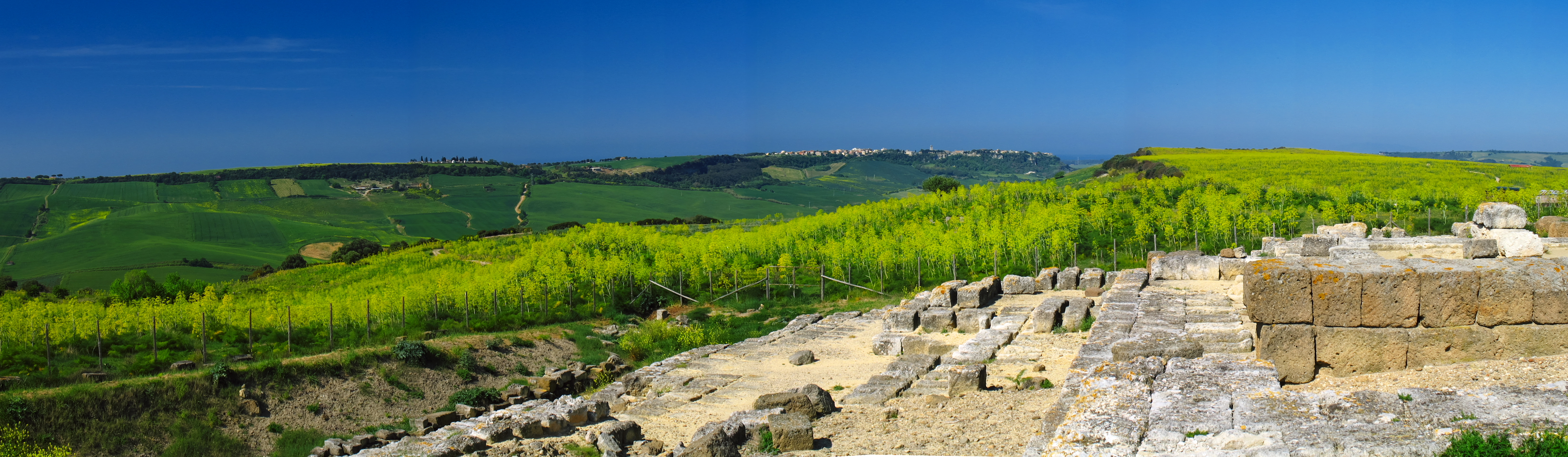
Tarquinia vista dall'Ara della Regina

## Geografia fisica

### Territorio
Tarquinia si trova a 133 m d'altitudine su un colle dominante da sinistra il basso corso del fiume Marta, presso la Via Aurelia, nella Maremma laziale non distante dalla Toscana.
Nel territorio comunale scorrono anche il torrente Arrone, che segna il confine con il territorio di Montalto di Castro, e il fiume Mignone.

### Clima
Classificazione climatica: zona D, 1658 GR/G

## Storia

### Epoca antica
La città di Tarquinia (Tarquinii in latino e Tarch(u)na in etrusco, derivante dal nome del mitico Tarconte) fu uno dei più antichi e importanti insediamenti della dodecapoli etrusca. In rapporto con Roma fin da epoca molto antica, diede a questa città la dinastia dei re Etruschi (Tarquinio Prisco, Servio Tullio e Tarquinio il Superbo) che svolse un ruolo di primaria importanza nella storia della città latina (fine del VII e VI secolo a.C.).
Gli antichi miti legati a Tarquinia (quelli del suo fondatore eponimo Tarconte - figlio o fratello di Tirreno - e dell'oracolo infantile Tagete, che diede agli Etruschi la disciplina etrusca), indicano l'antichità e l'importanza culturale della città. In base ai ritrovamenti archeologici, Tarquinia ha eclissato i suoi vicini ben prima dell'avvento dei documenti scritti. Si dice che fosse già una città fiorente quando Demarato di Corinto portò degli operai greci.
L'emergere di Tarquinia come potenza commerciale già nell'VIII secolo a.C. fu influenzato dal controllo delle risorse minerarie situate sulle monti della Tolfa, a sud della città e a metà strada dal porto caeretano di Pyrgi.
Nel 509 a.C., dopo il rovesciamento della monarchia romana, la famiglia di Tarquinio Superbo andò in esilio a Caere. Egli cercò di riconquistare il trono dapprima con la congiura tarquiniana e, quando questa fallì, con la forza delle armi. Convinse le città di Tarquinia e Veii a sostenerlo e guidò i loro eserciti contro Roma nella battaglia di Selva Arsia. Nonostante la vittoria dell'esercito romano, Livio riporta che le forze di Tarquinia combatterono bene sull'ala destra, respingendo inizialmente l'ala sinistra romana. Dopo la battaglia le forze di Tarquinia tornarono in patria.
Alla fine del V secolo e nella prima metà del IV secolo a.C. si verificò una breve rinascita, sia in ambito politico che artistico, probabilmente sotto l'ascendente della famiglia Spurinna, i cui membri contribuirono alla rinnovata espansione di Tarquinia e al ripopolamento e alla crescita delle città dell'entroterra. La tomba degli Spurinna, nota come Tomba dell'Orco, è decorata con affreschi di un banchetto che riunisce i membri della famiglia, identificati da iscrizioni. La famiglia Spurinna fu importante a Tarquinia fino al I secolo. Due lastre frammentate, note come Elogia Tarquiniensis, rendono omaggio a Velthur Spurinnas e Aulus Spurinnas, e offrono un raro scorcio di storia etrusca, tra cui la menzione di un re Orgolnium di Caere, che ricorda il nome della famiglia Urgulanilla, che annoverava tra i suoi membri la moglie dell'imperatore Claudio, Plauzia Urgalanilla.
In questo periodo Tarquinia superò Caere e altre città etrusche in termini di potere e influenza. In questo periodo furono costruite colossali mura intorno alla città in risposta alle minacce dei Celti e di Roma. Tarquinia, non colpita dalle invasioni celtiche, colonizzò definitivamente tutti i suoi territori precedentemente detenuti nel 385 a.C. circa. Questo nuovo stato fiorente permise una rapida ripresa di tutte le attività. Grandi monumenti funerari decorati da pitture, con sarcofagi e sculture funerarie in pietra, riflettono l'eminente posizione sociale delle nuove classi aristocratiche, ma diverse iscrizioni su muri e sarcofagi mostrano il graduale processo di una transizione sempre più democratica.
Tarquinia entrò più volte in guerra con Roma e da questa fu infine sottomessa dopo la battaglia di Sentino, nel 295 a.C. Da allora Tarquinia fece parte dei territori romani nella regio VII Etruria. Sul suo litorale si sviluppò la colonia marittima di Gravisca, che fino alla fondazione di Centumcellae (oggi Civitavecchia) da parte dell'imperatore Traiano nel II secolo dopo Cristo, rappresentò il principale porto dell'Etruria meridionale, abbandonato in seguito alle scorrerie dei corsari saraceni in epoca altomedievale.

### Medioevo
Nel V secolo passò sotto il regno ostrogoto di Teodorico. Nella prima metà del VI secolo si trovò coinvolta nella guerra gotica e nella seconda metà del secolo entrò a far parte del longobardo ducato di Tuscia. Nella seconda metà dell'VIII secolo fu prima acquisita ai domini carolingi e poi donata al pontefice come parte del neo-costituito Stato della Chiesa.
Probabilmente già a partire dal VI secolo si ebbe l'iniziale graduale spopolamento dell'abitato etrusco-romano, che andò accentuandosi in età medievale, per poi completarsi nel tardo medioevo, quando la città antica si era ridotta a poco più di un castello fortificato. Le cause vanno rintracciate nelle devastazioni compiute dagli invasori germanici prima e nelle incursioni dei musulmani poi, che oltre a decimare la popolazione causarono una progressiva involuzione economica del territorio.
A partire dall'VIII secolo, su un colle contiguo alla città antica, ma in vista del mare, è attestata la presenza di una rocca detta Corgnetum o Cornietum. Tra la fine del X e gli inizi dell'XI secolo, nei documenti troviamo nominato un Corgitus (dal 1004) o Torre di Corgnitu (dal 939). Da questo piccolo primo nucleo si svilupperà, nei secoli XI e XII, il centro medievale di Corneto.
Nel 1144 Corneto divenne libero comune italiano stipulando patti commerciali con Genova (nel 1177) e con Pisa (nel 1177). Nel XIII secolo resistette validamente all'assedio dell'imperatore Federico II. In questo periodo il territorio cornetano fu uno dei maggiori produttori ed esportatori di frumento in Italia. Inoltre, in seguito alla distruzione di Centumcellae da parte dei corsari barbareschi, a partire dal IX secolo riprese vita e importanza l'antico porto, abbandonato secoli prima, che diviene uno scalo di collegamento fra l'entroterra umbrolaziale e il Mediterraneo.
In questo contesto si inquadra lo scontro nel XIII e XIV secolo fra Corneto e città maggiori, come Viterbo e Roma, che intendevano imporre il loro dominio approfittando della debolezza del potere pontificio, specie durante la cattività avignonese. Corneto si oppose anche alle mire della Chiesa, ma la città fu infine ridotta all'obbedienza dal cardinale Egidio Albornoz (1355) e da quel momento, anche se con brevi interruzioni, rimase stabilmente allo Stato Pontificio condividendone le vicende.

### Rinascimento
Nel 1435 papa Eugenio IV elevò Corneto al rango di civitas e di sede vescovile, come premio ai meriti del cardinal Vitelleschi, nativo di Corneto, nel ristabilire il dominio papale sullo Stato della Chiesa. 
Nel 1854 la diocesi di Corneto fu unita aeque principaliter alla diocesi di Civitavecchia. Nel 1986 le diocesi furono pienamente unite nella diocesi di Civitavecchia-Tarquinia.
Da documenti rinvenuti nell'Archivio Storico del Comune di Tarquinia si hanno notizie della presenza di Albanesi a partire dal 1458, quando papa Pio II, il 17 settembre, scrive al “diletto figlio nobil uomo conte di Pitigliano” Aldobrandino II che un “certo uomo albanese nella recente estate trascorsa ha incendiato nel territorio cornetano una gran quantità di frumento e poi di aver trovato rifugio, con la fuga, nel tuo castello dove tuttora si trova.”
Nel 1484 andarono ad abitare a Corneto molte famiglie albanesi, per lo più soldati (stradioti) a cui si aggiunsero via via altre famiglie albanesi per sottrarsi alla oppressione ottomana.
Il 5 ottobre 1592, Flaminio Delfino, colonnello dell'esercito pontificio, arrivò a Corneto per ristabilire la società dei militi lancieri del capitano Elia Caputio albanese. Sempre nella stessa data del 5 ottobre del 1592, venne inviato un ordine scritto al colonnello Delfino, relativo alla dislocazione delle truppe pontificie nello Stato della Chiesa. Tra queste dislocazioni compare la Compagnia di Albanesi del Capitano Michele Papada (Papadà) alla quale venne ordinato di andare a prestare servizio nel territorio di Ancona, nelle marine e, quando necessitava, anche in quello di Jesi, per sette scudi al mese.
In una lettera datata 19 novembre della 1592 inviata dalla comunità di Corneto a Teophilo Scauri, Procuratore di Roma, si evince la venuta di una compagnia di soldati albanesi a cavallo del Capitano Elia Caputio i quali, dal momento che erano arrivati, avevano cominciato a mancare di rispetto, cosicché la comunità chiese un provvedimento per farli allontanare, altrimenti potevano nascere notevoli disordini. Inoltre gli Albanesi volevano che la comunità li provvedesse di 40 rubbi d’orzo, il che non era possibile perché a Corneto non si trovava orzo. Non si accontentavano del fieno che gli dava la comunità, tanto che ne rubavano nei magazzini, non tralasciando quant'altro vi trovavano.
Gli Albanesi di Corneto vennero incorporati nel tessuto sociale. Dal catasto urbano del 1798 risulta un agglomerato di abitazioni nel terziere di San Martino come "contrada di Zinghereria", noto in precedenza come il Terziere del Poggio, che viene tuttora riconosciuto con l’appellativo di "Zinghereria".

### Epoca moderna
In seguito alla costruzione del nuovo porto di Civitavecchia, erede dell'antica Centumcellae, con fortificazioni progettate da architetti del calibro di Michelangelo Buonarroti e Antonio da Sangallo, nel XV secolo Corneto perse nuovamente e definitivamente la sua funzione di porto dell'alto Lazio, il che determinò una progressiva decadenza economica e demografica del territorio, interessato sempre più dalla malaria a causa delle paludi costiere.
Nel periodo precedente la seconda guerra mondiale divenne sede della scuola di paracadutismo. Fu inoltre interessata da un massiccio programma di bonifiche da parte del regime fascista, seguito dalla riforma agraria del 1950: i due provvedimenti contribuirono al rilancio del settore agricolo e a un effimero sviluppo industriale collegato, attirando un'ingente immigrazione interna, soprattutto dalle Marche.
La città fu anche teatro di scontri e bombardamenti tra il 1943 e il 1944, quando fu occupata dagli Alleati.
A partire dagli anni 60 del XX secolo poi, con la costruzione lungo la costa di Lido di Tarquinia e di Marina Velca, si è sviluppato anche un discreto turismo balneare.

### Simboli
Lo stemma e il gonfalone sono stati riconosciuti con decreto del capo del governo del 4 febbraio 1933.
Il gonfalone è un drappo di rosso.

## Monumenti e luoghi d'interesse
L'antico centro etrusco e romano sorgeva sull'altura detta "La Civita", alle spalle del "colle dei Monterozzi" dove sorge l'abitato odierno e dove si trova la necropoli antica (necropoli dei Monterozzi).

### Architetture religiose
- Duomo di Tarquinia;
- Chiesa di Santa Maria in Castello (1121-1207), in cui si notano influssi lombardi e cosmateschi;
- Santissima Annunziata, dove si notano influssi arabi e bizantini;
- Chiesa di San Giuseppe (Statua del Cristo Risorto);
- Chiesa di San Leonardo;
- Chiesa del Suffragio, esempio di edificio barocco;
- Chiesa di San Pancrazio (sconsacrata), dove forme gotiche si innestano su quelle romaniche;
- Chiesa di San Francesco;
- Chiesa di San Giovanni;
- Chiesa di San Martino, probabilmente la più antica della città;
- Chiesa di San Giacomo;
- Chiesa del Salvatore (adiacente alla precedente).
- Chiesa di Santa Maria di Valverde, si ignora l'epoca esatta della costruzione anche se si è propensi far risalire l'edificio al XII secolo anche grazie a un ignoto cronista dei Serviti che riporta che una campana della chiesa portava la seguente iscrizione: "Anno Domini 1211. Mi fece Lotteringio, figlio di Bartolomeo Pisano, al tempo dei fratelli Leonardo, Angelo e Simeone". Le prime notizie storiche sulla chiesa di Santa Maria di Valverde risalgono al 1268, allorché nel convento, annesso alla chiesa, si stabilirono alcuni religiosi dell'Ordine dei Fratelli di Maria in Valle Viridis. Essi avevano il loro convento principale nelle Fiandre, nei pressi dì Bruxelles, in una valle chiamata appunto Valverde. Il complesso fu elevato a Santuario Diocesano l'8 dicembre 1984 dall'allora Vescovo Girolamo Grillo, custodisce l'icona della Santa Patrona di Tarquinia, Santa Maria di Valverde (anno 1189 proveniente dalla terra Santa, terza Crociata). Oggi la custodia della chiesa è affidata al Comune di Tarquinia. Gli ordinati dell'associazione "Devoti SS Madonna di Valverde" portano in solenne processione la Santa Patrona ogni anno nel giorno dell'8 maggio. [senza fonte]

### Architetture civili
- Mura medievali; la città attuale conserva, soprattutto nei quartieri settentrionali, uno spiccato carattere medievale, accentuato dalle numerose torri dalle mura e da parecchie chiese.
- Compongono il più caratteristico scenario medievale della città i resti del palazzo dei Priori e di alcune torri.
- Il palazzo Vitelleschi, iniziato nel 1436 e completato in eleganti forme rinascimentali verso il 1480-1490, è sede del Museo nazionale tarquiniese.
- Monumento ai caduti[18]
- Bunker seconda guerra mondiale[19]

### Siti archeologici

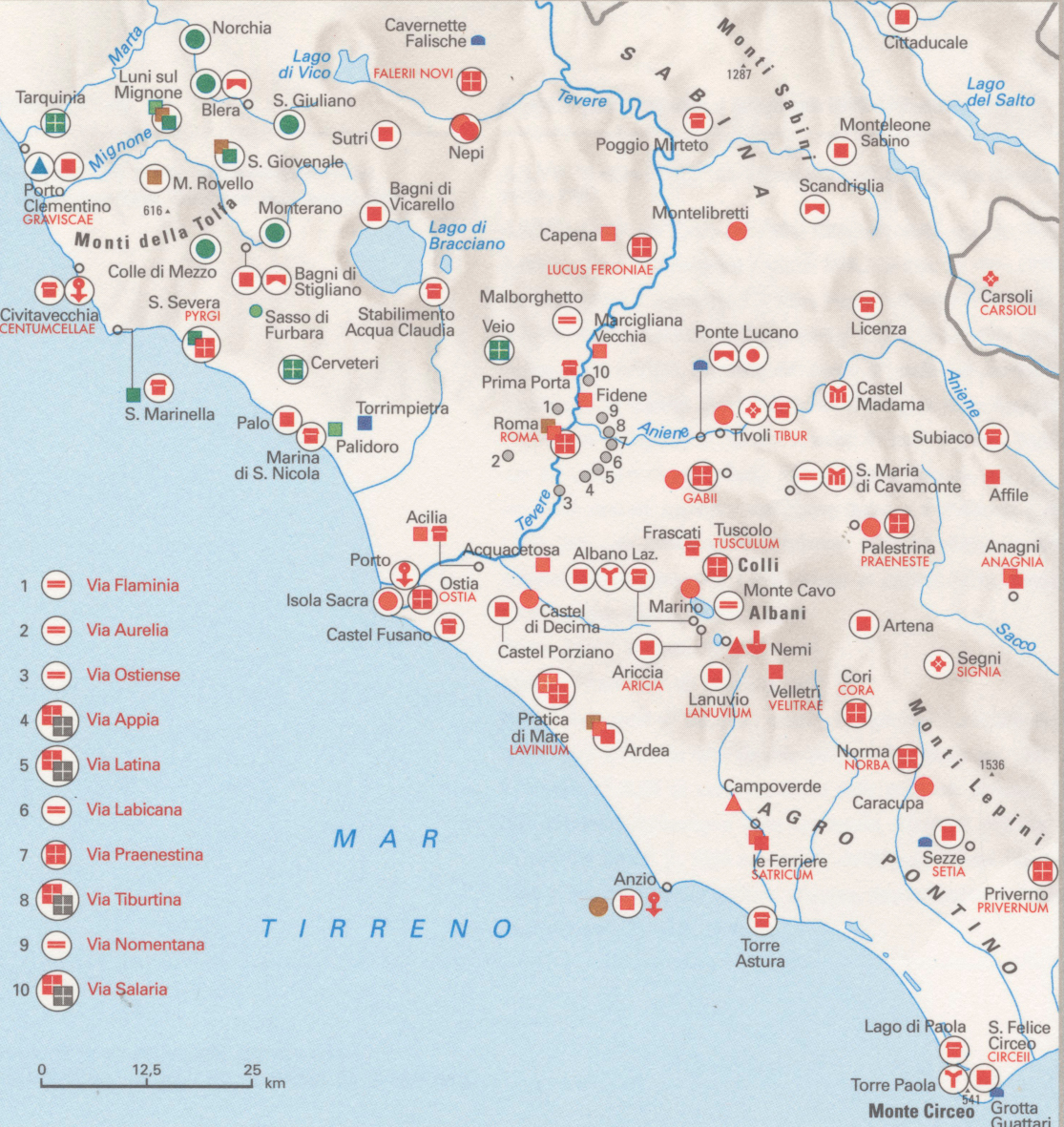
Siti archeologici del Lazio

#### Città etrusca
Le testimonianze più antiche di abitato sul colle de "La Civita" risalgono a un grande centro proto-urbano del periodo villanoviano (IX-VIII secolo a.C.) che grazie alle ricerche topografiche si è potuto calcolare attorno ai 150 ettari di estensione; non sono numerosi i resti dell'abitato, di cui sono visibili in particolare gli imponenti avanzi di un tempio, oggi detto Ara della Regina (44 × 25 m), datato intorno al IV - III secolo a.C.; l'edificio, con unica cella e colonnato, era costruito in tufo con sovrastrutture in legno e decorazioni fittili. È identificabile il tracciato della cinta urbana, adattato all'altura per un percorso di 8 km circa (IV - V secolo a.C.).

#### Necropoli
Un elemento di eccezionale interesse archeologico è costituito dalle vaste necropoli, in particolare la necropoli dei Monterozzi, che racchiudono un gran numero di tombe a tumulo con camere scavate nella roccia, nelle quali è conservata una straordinaria serie di dipinti, che rappresentano il più cospicuo nucleo pittorico a noi giunto di arte etrusca e al tempo stesso il più ampio documento di tutta la pittura antica prima dell'età imperiale romana. Le camere funerarie, modellate sugli interni delle abitazioni, presentano le pareti decorate a fresco su un leggero strato di intonaco, con scene di carattere magico-religioso raffiguranti banchetti funebri, danzatori, suonatori di aulós, giocoleria, paesaggi, in cui è impresso un movimento animato e armonioso, ritratto con colori intensi e vivaci. Dopo il V secolo a.C. figure di demoni e divinità si affiancano agli episodi di commiato, nell'accentuarsi del mostruoso e del patetico.

#### Cencelle
Cencelle è un sito archeologico nel territorio del comunale, dove sono stati scavati i resti di una città medievale sorta alla metà del IX secolo e abbandonata in età moderna.

### Aree naturali
- Riserva naturale Salina di Tarquinia; nel territorio sono presenti le antiche "Saline", oggi riserva naturale di popolamento animale delle Saline di Tarquinia.

## Società

### Evoluzione demografica
Abitanti censiti

### Etnie e minoranze straniere
Al 31 dicembre 2023 la popolazione straniera è pari a 1.015 persone, pari al 6,27% dei residenti.

### Lingue e dialetti
Il dialetto tarquiniese, o "cornetano", si è sviluppato in un territorio situato a nord di Roma, ed aperto pertanto ad influssi tanto di tipo romanesco quanto toscano: pur potendo essere fatto rientrare nei dialetti della Tuscia viterbese, se ne discosta per altre caratteristiche, per cui la sua classificazione risulta problematica, e pertanto sarebbe preferibile considerarlo un dialetto "di transizione". In ogni caso, esso presenta le maggiori affinità con la parlata di Montalto di Castro e di altre località limitrofe della Maremma meridionale. A ciò va aggiunto che, immediatamente dopo la battaglia di Castelfidardo del 1860, nelle campagne tarquiniesi si verificò un massiccio afflusso di famiglie marchigiane, provenienti prevalentemente dalla provincia di Macerata, che si insediarono in Maremma per bonificarne le pianure: esse, data la scarsità di contatti con la popolazione tarquiniese del centro urbano, mantennero fino a circa mezzo
secolo fa le loro tradizioni e la loro parlata di tipo mediano, caratterizzata dall'articolo determinativo maschile lu e i suffissi in -u dagli originari vocaboli latini in -us/-um, nonché dal passaggio sistematico di "b" iniziale in "v" (vocca per "bocca").
Le principali caratteristiche del dialetto cornetano sono le seguenti:
• il passaggio di "-i" finale, maschile e femminile, in "-e", caratteristica tipica di molte
aree che vanno dall'entrorerra marchigiano centrale (Arcevia in provincia di Ancona), all'Umbria (Assisi, antico dialetto perugino, Todi ed Orvieto), fino a giungere alle località viterbesi, i cui ultimi effetti si avvertivano nell'antico dialetto di Civitavecchia. Pertanto si avranno ad es. le baffe per "i baffi", le parte per "le parti", l'omine morte per "gli uomini morti", ecc.;
• l'oscillazione dell'articolo determinativo maschile singolare, che può essere reso, a seconda dei casi, in er, come in romanesco, el o l, come nel viterbese settentrionale e nel toscano meridionale: tale spiccata variabilità costituisce una dimostrazione lampante del carattere di transizione del tarquiniese; è da notare che i termini inizianti con la lettera "z" vengono preceduti da el o l, anziché da "lo" come in italiano o da "o" come a Roma, per cui si avrà ad es. l zucchero, l zaino, ecc., e da ciò deriva che anche gli indeterminativi che precedono "z" o "s" impura vengono resi come un o n, ad es. un zoccolo o n zoccolo;
• vi sono poi numerose peculiarità nella resa di vocaboli, e che ovviamente vanno perdendosi nella parlata attuale: ad es. "la grotta-le
grotte" diviene la grotte-le grotti, "la mano-le mani" diventa la mano-le mano, ecc.;
• comunemente ad altre parlate dell'Italia centrale umbra e toscana, gli aggettivi possessivi "mio, tuo, suo" divengono mi', tu', su, in ogni vocabolo, e non solo per i nomi di parentela come nel romanesco: ad es. l tu' cane, le su' cane, per "il tuo cane", "i suoi cani"; gli stessi articoli, resi al plurale, quando seguono il nome, divengono mie, tue, sue, ad es. pensa a l'affare tue che io penso a le mie;
• i pronomi personali "lui" e "lei" diventano rispettivamente lù e lè, come in molte altre parti dell'Italia centrale, specie l'Umbria; a loro volta, "noi" e "voi" diventano no e vo;
• si verifica l'apocope, ossia la caduta della sillaba finale, in vocaboli come "padre, madre, zio", che diventano pa', ma', zi', ad es. l mi' pa, la su' ma, l zi' 'Ntogno ("lo zio Antonio"): tale fenomeno è riscontrabile soprattutto in Toscana;
• come nel romanesco, si verifica il passaggio di LD in LL nella sola parola callo-a per "caldo-a", a differenza di quanto accade nei dialetti italiani mediani e in quelli meridionali, ove il fenomeno si verifica in maniera sistematica;
• le preposizioni articolate vengono rese in modo distaccato dagli articoli, ad es. de le case per "delle case", a la scola per "alla scuola": tale fenomeno è molto comune anche nei dialetti umbri, marchigiani ed abruzzesi;
• come a Roma e nel resto del Lazio (e non solo), si verifica il raddoppiamento sistematico di "b", "z" e g" (ad es. tabbella, azzione, paggella, ecc.);
• è possibile riscontrare alcune sporadiche divergenze nell'apertura e chiusura delle vocali rispetto all'italiano di Roma: ad es. nòme, di contro al romano (ed italiano standard) nóme, oppure viceversa dópo, come in toscano ed italiano standard, di contro al romano dòpo, ed ancora i suffissi in "-esimo/a" sono resi aperti come in toscano, umbro e marchigiano (nonché in italiano standard), a differenza del romano, che li pronuncia chiusi, ad es. quindicèsimo e non quindicésimo;
• nel vernacolo è possibile riscontrare, come nel resto del Lazio settentrionale, la forma toscana "via" usata in fine di frase, ad es. "famo questo, via!", mentre a Roma si usa comunemente "va'"; ancora, sono in uso come in Toscana in diminutivi col suffisso in "-ino/a": ad es. cosina, in luogo del romano (ed anche italiano) cosetta;
• relativamente infine ai verbi, sono da registrare forme particolari, rinvenibili qua e là anche nel romanesco ed in altri vernacoli, come la prima persona del condizionale presente coincide con la terza (ad es. io avrebbe, lù avrebbe); sempre nel condizionale presente la prima e la seconda persona plurale assumono una forma promiscua fra il condizionale stesso e l'imperfetto congiuntivo, ad es. no' avessimo per "noi avremmo", oppure avressivo per "voi avreste", dove si può notare che il vo' è unito al verbo, un po' come accade in francese; ancora, le deformazioni coinvolgono pure i passati remoti, dove, in luogo della prima plurale di questa forma verbale, viene usata la prima plurale dell'imperfetto congiuntivo, ad es. "noi avemmo" diventa no' avessimo: si tratta di un uso presente pure nel toscano dei secoli XVI e XVII; si usano poi forme come cantono e cantavono; al participio passato, "creduto"
diviene creso, "sceso" diventa scento, e da "spandere" abbiamo spaso, quest'ultima forma in uso pure in Umbria, Marche, Abruzzo e Campania; infine, l'imperativo del verbo "essere", "sii", diventa esse o, come a Roma, essi, ad es. esse/-i bono per "sii buono".

## Cultura

### Istruzione

#### Musei
- Museo archeologico nazionale di Tarquinia;
- Museo etruscopolis;[25]
- Museo arte sacra;
- Collezione Peruzzi.

#### Biblioteca
Biblioteca comunale Vincenzo Cardarelli

### Arte
Al Rinascimento appartengono anche gli eleganti affreschi di Antonio del Massaro da Viterbo (detto "il Pastura") nel coro del duomo e quelli di autore ignoto nel palazzo Vitelleschi.

### Teatro
Teatro comunale Rossella Falk.

### Eventi
- Dopo la morte del poeta e scrittore tarquinese Vincenzo Cardarelli, in suo ricordo, la città di Tarquinia ha intitolato, alla fine degli anni ’50, il premio di pittura “Vincenzo Cardarelli”
- Televisione
- a Tarquinia è stato girato lo spin-off della serie TV "Carabinieri", due episodi: "Carabinieri Sotto Copertura"

## Economia
Per il settore agricolo si producono nel territorio cereali e ortaggi e viene praticato l'allevamento. Sviluppato è anche il settore turistico, grazie i cospicui resti della città etrusca. Sulla costa si trova inoltre la stazione balneare del Lido di Tarquinia.
Tra le attività economiche più tradizionali e rinomate vi sono quelle artigianali, come l'arte della ceramica, della terracotta e del ferro.
Proseguendo lungo la costa ci si ritrova nel paesaggio dell'alto Lazio caratterizzato da grandi pianure e zone con coltivazione di arachidi e pompelmi.
Di seguito la tabella storica elaborata dall'Istat a tema Unità locali, intesa come numero di imprese attive, ed addetti, intesi come numero addetti delle unità locali delle imprese attive (valori medi annui).
|           | 2015                  |                              |                            |                |                       |                     | 2014                  |                | 2013                  |                |
| --------- | --------------------- | ---------------------------- | -------------------------- | -------------- | --------------------- | ------------------- | --------------------- | -------------- | --------------------- | -------------- |
|           | Numero imprese attive | % Provinciale Imprese attive | % Regionale Imprese attive | Numero addetti | % Provinciale Addetti | % Regionale Addetti | Numero imprese attive | Numero addetti | Numero imprese attive | Numero addetti |
| Tarquinia | 1.165                 | 4,98%                        | 0,26%                      | 3.330          | 5,61%                 | 0,22%               | 1.196                 | 3.442          | 1.243                 | 3.507          |
| Viterbo   | 23.371                |                              | 5,13%                      | 59.399         |                       | 3,86%               | 23.658                | 59.741         | 24.131                | 61.493         |
| Lazio     | 455.591               |                              |                            | 1.539.359      |                       |                     | 457.686               | 1.510.459      | 464.094               | 1.525.471      |

Nel 2015 le 1.165 imprese operanti nel territorio comunale, che rappresentavano il 4,98% del totale provinciale (23.371 imprese attive), hanno occupato 3.330 addetti, il 5,61% del dato provinciale (59.399 addetti); in media, ogni impresa nel 2015 ha occupato poco meno di tre persone (2,86).

## Infrastrutture e trasporti

### Strade
È servita dallo svincolo omonimo dell'autostrada A12 Roma-Tarquinia, che termina pochi chilometri dopo reinnestandosi sulla SS1 Aurelia in direzione Montalto di Castro. Importante anche il vicino svincolo di "Monte Romano" che collega Tarquinia alla Aurelia bis e alla (in parte in costruzione) Strada statale 675 Umbro-Laziale.
Inoltre è collegata tramite la Strada Provinciale 3 Tarquiniese a Tuscania.

### Ferrovie
La città è servita dalla stazione di Tarquinia, posta sulla linea Tirrenica.

### Aeroporto

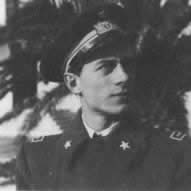
L'asso Giuseppe Cenni (MOVM), comandante a Tarquinia, estate '43

Tarquinia ebbe un importante aeroporto militare ''Americo Sostegni '', costituito nel 1936 e che tra il 1940 e il 1943 fu la sede della "Prima scuola di paracadutisti d’Italia".
Nell'estate del 1943 divenne base del 5º Stormo Tuffatori (101º e 102º Gruppo) comandato dal giovane asso Giuseppe Cenni (Medaglia d'oro al valor militare).
Oggi l'aeroporto è in un avanzato stato di abbandono: una targa all'ingresso ricorda quello che fu.

### Mobilità urbana
I trasporti pubblici urbani sono gestiti dalla società Eusepi Trasporti, i trasporti interurbani vengono svolti con autobus gestiti dalla COTRAL.

## Amministrazione
Nel 1922 Corneto Tarquinia, allora nella provincia di Roma, cambiò denominazione in Tarquinia.
Nel 1928, a seguito del riordino delle circoscrizioni provinciali stabilito dal regio decreto n. 1 del 2 gennaio 1927, per volontà del governo fascista, un anno dopo che era stata istituita la provincia di Viterbo, Tarquinia passò dalla provincia di Roma a quella di Viterbo.
| Periodo           | Periodo          | Primo cittadino     | Partito                            | Carica                    | Note |
| ----------------- | ---------------- | ------------------- | ---------------------------------- | ------------------------- | ---- |
| 29 settembre 1988 | 20 aprile 1990   | Gianfranco Ciurlini | Democrazia Cristiana               | Sindaco                   |      |
| 24 aprile 1990    | 17 gennaio 1992  | Giovanni Chiatti    | Democrazia Cristiana               | Sindaco                   |      |
| 22 luglio 1992    | 11 dicembre 1993 | Maurizio Conversini | Partito Democratico della Sinistra | Sindaco                   |      |
| 11 dicembre 1993  | 27 giugno 1994   | Salvatore Santo     | L'Ulivo                            | commissario straordinario |      |
| 27 giugno 1994    | 26 maggio 2002   | Maurizio Conversini | L'Ulivo                            | Sindaco                   |      |
| 26 maggio 2002    | 27 maggio 2007   | Alessandro Giulivi  | Forza Italia                       | Sindaco                   |      |
| 27 maggio 2007    | 6 maggio 2012    | Mauro Mazzola       | Partito Democratico                | Sindaco                   |      |
| 6 maggio 2012     | 11 giugno 2017   | Mauro Mazzola       | Partito Democratico                | Sindaco                   |      |
| 11 giugno 2017    | 3 settembre 2018 | Pietro Mencarini    | Forza Italia                       | Sindaco                   |      |
| 9 giugno 2019     | 24 giugno 2024   | Alessandro Giulivi  | Lega Nord e 2 liste civiche        | Sindaco                   |      |

### Gemellaggi
- Jaruco
- Rabat

### Altre informazioni amministrative
Classificazione sismica: zona 3 (sismicità bassa), Ordinanza PCM 3274 del 20/03/2003

## Sport

### Atletica leggera
- Atletica 90 Tarquinia[35]

### Calcio
- A.S.D. Tarquinia Calcio (Promozione).
- A S.D. Club Tarquinia Calcio 1929 (Seconda Categoria).

### Pallacanestro
- Basket Pegaso che nel 2019-2020 milita nel campionato maschile di Promozione.[36]

### Pallavolo
- Asd Pallavolo Tarquinia che nel 2022-2023 milita nel campionato maschile di Serie D.[37]

### Annotazioni
1. ↑  Sul medesimo colle, tra l'altro, abbiamo tracce archeologiche di un insediamento villanoviano, di una necropoli utilizzata anche in epoca etrusca, e di fortificazioni etrusco-romane.
2. ↑  Chi avesse conoscenza dei costumi tradizionali del popolo albanese, sa che le donne, in special modo, usano portar pantaloni di stoffa assai leggera, stretti alle caviglie, con corpetto e cappello tipici delle zingare, adornati di piccole medaglie metalliche e riccamente decorati di sgargianti ricami. E poiché è consuetudine della gente immigrata conservare le proprie usanze e i propri costumi, va da sé che costoro venissero definite zingare e, di conseguenza, “zinghereria” il rione da loro abitato. Tutto questo è quanto si può desumere dalla documentazione esistente e dalle tradizioni orali.  Gli albanesi a Corneto e nel patrimonio di San Pietro in Tuscia (PDF), su artestoriatarquinia.it. URL consultato il 13 settembre 2018 (archiviato dall'url originale il 13 settembre 2018).

### Riferimenti
1. 1 2   Bilancio demografico mensile anno 2025 (dati provvisori), su demo.istat.it, ISTAT.
2. ↑   Classificazione sismica (XLS), su rischi.protezionecivile.gov.it.
3. ↑   Tabella dei gradi/giorno dei Comuni italiani raggruppati per Regione e Provincia (PDF), in Legge 26 agosto 1993, n. 412, allegato A, Agenzia nazionale per le nuove tecnologie, l'energia e lo sviluppo economico sostenibile, 1º marzo 2011,  p. 151. URL consultato il 25 aprile 2012 (archiviato dall'url originale il 1º gennaio 2017).
4. ↑   Storia dei Comuni, su elesh.it. URL consultato il 28 settembre 2023.
5. ↑  Strabone, Geografia, V, 2,2.
6. ↑  Nell'Eneide, Virgilio (III, 170; CI, 209; IX, 10; X, 719) cita la città di Corythus, patria del mitico Dardano, che è stata da alcuni identificata con la Tarquinia etrusca (N. Horsfall, "Corythus: the return of Aeneas in Virgil and his sources", in Journal of Roman Studies, 63, 1973, p. 68 ss.; recensione critica di E.L. Harrison e risposta di Horsfall, in The Classical Quaterly, 26, 1976, 293-295 e 296-297; N. Horsfall, "Corythus re-examined", in J.N. Bremmer e N. Horsfall Roman Mith and Mythografy, Groningen 1987), anziché con Cortona, come tradizionalmente ritenuto (G. Dennis, The Cities and Cemeteries of Etruria, London 1848). In generale sulla città etrusca: R. Leighton (2004), Tarquinia, an Etruscan City, London (Duckworth). Esistono anche ipotesi di identificazione della mitica Corythus virgiliana con Tuscania
7. 1 2  Livio, Periochae ab Urbe condita libri, 1.36.
8. 1 2  Ashby, Thomas (1911). "Tarquinii". In Chisholm, Hugh (ed.). Encyclopædia Britannica. Vol. 26 (11th ed.). Cambridge University Press. p. 430.
9. ↑  Archivio Storico del Comune di Tarquinia - collocazione “Fondo pergamenaceo” numero 3.104
10. ↑   Muzio Polidori, Le Croniche di Corneto, Tarquinia, Società Tarquiniense d’Arte e Storia, 1977,  p. 272.
11. 1 2   Francesco Valesio, Manoscritto Vallesiano, Tarquinia, Archivio Società Tarquiniense d’Arte e Storia,  p. 159.
12. ↑  Archivio Storico del Comune di Tarquinia - collocazione 1592-93 Reformationes - cc. 123 v. e 128 r. 23 dicembre 1592.
13. ↑  Archivio Storico del Comune di Tarquinia - collocazione Reformationes 1592-1593 - cc. 124 v. e seguenti.
14. ↑  Archivio Storico del Comune di Tarquinia - collocazione Registro di lettere dal 1587-1596 cc. 161 v. - 162 e 163.
15. ↑   Tarquinia, ricordati oggi i paracadutisti morti nell’incidente aereo del 1942, su terzobinario.it.
16. ↑   Storie/Aeronautica. L’aeroporto militare di Tarquinia base strategica per l’invasione della Francia, su barbadillo.it.
17. ↑   Tarquinia, su Archivio Centrale dello Stato. URL consultato il 25 giugno 2023.
18. ↑   Tarquinia 11 maggio 1924 Inaugurazione monumento ai Caduti Tibaldi e Parini, su Maremagnum. URL consultato il 21 dicembre 2024 (archiviato dall'url originale il 13 settembre 2016).
19. ↑   Un bunker tedesco della seconda guerra mondiale al Mandrione delle Saline, su civonline.it.
20. ↑   Necropoli etrusche di Cerveteri e di Tarquinia, su lazio.beniculturali.it. URL consultato il 16 agosto 2024.
21. ↑   Sito Archeologico di Cencelle, su museionline.info. URL consultato il 26 luglio 2024.
22. ↑  Dati tratti da:
  -  Popolazione residente dei comuni. Censimenti dal 1861 al 1991 (PDF), su ebiblio.istat.it, ISTAT.
  -  Popolazione residente per territorio – serie storica, su esploradati.censimentopopolazione.istat.it.
Nota bene: il dato del 2021 si riferisce al dato del censimento permanente al 31 dicembre di quell'anno.
23. ↑   Bilancio demografico popolazione straniera e popolazione residente straniera per sesso, su demo.istat.it.
24. ↑   Dialetto cornetano (PDF), su artestoriatarquinia.it. URL consultato il 13 febbraio 2018 (archiviato dall'url originale il 13 febbraio 2018).
25. ↑   MUSEO ETRUSCOPOLIS  TARQUINIA, su etruscopolis.com.
26. ↑   Biblioteca comunale Vincenzo Cardarelli, su anagrafe.iccu.sbn.it. URL consultato il 26 luglio 2024.
27. ↑   Programmazione 2023/2024 al Teatro Rossella Falk, su comune.tarquinia.vt.it. URL consultato il 26 luglio 2024.
28. ↑   Atlante cartografico dell'artigianato, vol. 2, Roma, A.C.I., 1985,  p. 19.
29. ↑   Atlante Statistico dei comuni dell'Istat, su asc.istat.it. URL consultato il 25 febbraio 2020 (archiviato dall'url originale il 14 gennaio 2020).
30. 1 2   Samuele Sansonetti, La prima scuola di paracadutismo abbandonata a se stessa, su tusciaweb.eu, su www.tusciaweb.eu, 23 luglio 2020. URL consultato il 12 febbraio 2022.
31. ↑  Gen.Pesce - Uff.Storico AM, 2002, pp. 95-99.
32. ↑   Tarquinia – Aeroporto Amerigo Sostegni, l’amministrazione svela il progetto di riqualifica, su etrurianews.it.
33. ↑   L’Ente nazionale per l’aviazione civile (Enac), in collaborazione con l’Enav, ha presentato un ambizioso progetto per la riattivazione dello scalo, su ilfaroonline.it.
34. ↑   Storie/Aeronautica. L’aeroporto militare di Tarquinia base strategica per l’invasione della Francia, su barbadillo.it.
35. ↑  La società sul sito della Fidal (funzione cerca sulla mappa)
36. ↑  Il campionato regionale sul sito della FIP
37. ↑  Il campionato sul sito Federvolley Comitato regionale Lazio

### Periodici
- Carlo Migliavacca, Ricordo di un Eroe: il magg. pil. Giuseppe Cenni, in Aeronautica, n. 8-9, Roma, Associazione Arma Aeronautica, 2013. (PDF)